# 戦場 (1989年の映画)
『戦場』（せんじょう、原題：Farewell to the King）は、1989年製作のアメリカ合衆国の戦争映画。
ピエール・シェンデルフェール原作の小説“L'Adieu au Roi”（さらば王様）の映画化。ジョン・ミリアス監督。

## あらすじ
太平洋戦争末期のボルネオ島。イギリス軍のフェアボーン大尉と部下のテンガ軍曹は、原住民を対日ゲリラ作戦に動員する任務を負って、ジャングルの奥地にある集落に向かう。
2人はそこで原住民から王と呼ばれている白人と遭遇する。それはリーロイドという元アメリカ軍の軍人だった。彼はコレヒドール島陥落時に軍を脱走して原住民に助けられ、族長の娘ヨーと結婚、近隣の村を掌握して平和で自由な王国を築き上げていたのだ。フェアボーンはリーロイドに接するうち、畏敬の念を持つようになり、リーロイドの方も彼に信頼を置いていくようになる。
フェアボーンの任務を知ったリーロイドは、終戦後の王国の自治と引き換えという条件で、部族を率いて日本軍と戦うことを決意する。リーロイドは三田村大佐率いる部隊と戦い勝利するが、村は破壊され、ヨーも殺されてしまう。
やがて終戦を迎えるが、リーロイドは生き残った村人の自由と引き換えに連合軍に出頭しなければならなくなり、彼を裏切る形になったことに心を痛めたフェアボーンは彼を逃がそうとする。

## キャスト
- リーロイド：ニック・ノルティ（吹替：大塚明夫）
- フェアボーン大尉：ナイジェル・ヘイヴァース（吹替：池田秀一）
- テンガ軍曹：フランク・マクレー（吹替：福田信昭）
- ヨー：マリリン・トクダ（吹替：平野文）
- 三田村大佐：アキ・アレオン（吹替：藤本譲）
- コンクリン：マリウス・ワイヤーズ（吹替：西村知道）
- ファーガソン大佐：ジェームズ・フォックス（吹替：増岡弘）
- ジェリー・ロペス

吹替その他：沢木郁也、横尾まり、喜多川拓郎
※テレビ放送：テレビ東京「木曜洋画劇場」1992年2月6日